# 88705 Potato
88705 Potato este o planetă minoră (asteroid), cu un diametru de 4,76 km, din centura de asteroizi. A fost descoperită pe 17 septembrie 2001 la Observatorul Desert Eagle de William Kwong Yu Yeung și a fost numită după cartof⁠(d). 
Obiectul prezintă o orbită caracterizată de o semiaxă mare de 3,1282962288847 UAi, o excentricitate de 0,08, o înclinație de 10 ° în raport cu ecliptica.